# 貿易に関連する投資措置に関する協定
貿易に関連する投資措置に関する協定（ぼうえきにかんれんするとうしそちにかんするきょうてい、Agreement on Trade-Related Investment Measures、通称TRIMs協定）は、 ウルグアイラウンドにおける貿易に関連する投資措置に関する交渉の結果として、1995年に世界貿易機関を設立するマラケシュ協定（WTO設立協定）に包含された条約である。日本法においては、国会承認を経た「条約」であるWTO設立協定（日本国政府による法令番号は、平成6年条約第15号）の一部として扱われる。

## 概要
TRIMsは、WTO協定の附属書1Aに属する一括受託協定である。
国境を越える投資に関連して（投資の際又は投資の後）、投資受入れ国が当該外国企業に対し、様々な要求、条件、基準の設定等の措置（投資措置）を講ずることがある。ウルグアイラウンドにおいて、当初、より広範な投資関連措置の規律を目指し交渉が行われたが、結果的には、物品の貿易にかかる分野に限定した協定として策定が合意され、これらの投資措置のうち、物品の貿易に直接的な悪影響を及ぼすガット第3条（内国民待遇原則）及び第11条（数量制限の一般的禁止）違反の措置（貿易関連投資措置）を一般的に禁止するとともに、その具体例として、ローカル・コンテント要求（国産品の購入又は使用の要求）、輸出入均衡要求等を規定するにとどまった。